# Aleksandr Manaczynski
Aleksandr Fiodorowicz Manaczynski (ros. Александр Фёдорович Маначинский, ur. 2 września 1958 w Charkowie, zm. 1 stycznia 2020 tamże) – ukraiński pływak reprezentujący Związek Radziecki, później trener pływania. Olimpijczyk z 1976.

## Życiorys
Specjalizował się w stylu motylkowym. Na igrzyskach olimpijskich w 1976 w Montrealu zajął 8. miejsce w wyścigu na 200 metrów stylem motylkowym i odpadł w eliminacjach na 100 metrów stylem motylkowym.
Był mistrzem ZSRR na 200 metrów stylem motylkowym i w sztafecie 4 × 100 metrów stylem zmiennym w 1976 oraz na 100 metrów stylem motylkowym w 1977.
Później pracował jako trener pływacki.